# ستيف ياغو
ستيف ياغو (بالفرنسية: Steeve Yago)‏ (مواليد 16 ديسمبر 1992) هو لاعب كرة قدم بوركيني فرنسي الميلاد، ويلعب حاليًا كمدافع لصالح نادي تولوز في الدوري الفرنسي الدرجة الأولى.

## روابط خارجية
- ستيف ياغو على موقع الاتحاد الدولي (مؤرشف)  (الإنجليزية)
- ستيف ياغو على موقع الاتحاد الأوربي (الإنجليزية)
- ستيف ياغو على موقع إي إس بي إن إف سي (الإنجليزية)
- ستيف ياغو على موقع قاعدة بيانات كرة القدم.إي يو (الإنجليزية)
- ستيف ياغو على موقع ليكيب (الفرنسية)
- ستيف ياغو على موقع ناشيونال فوتبول تيمز (الإنجليزية)
- ستيف ياغو على موقع Soccerbase.com (لاعب) (الإنجليزية)
- ستيف ياغو على موقع Soccerway.com (الإنجليزية)
- ستيف ياغو على موقع عالم كرة القدم.نت (الإنجليزية)
- ستيف ياغو على موقع كووورة